# İsmail Kartal
İsmail Kartal (Istanbul, 15 giugno 1961) è un allenatore di calcio ed ex calciatore turco, di ruolo difensore.

## Carriera
Muove i suoi primi passi da calciatore nel Gaziantepspor, prima di approdare al Fenerbahçe, società nella quale trascorre dieci stagioni. Da giocatore ha collezionato sei presenze con la Nazionale turca.
Ritiratosi dal calcio giocato, inizia la propria carriera da allenatore nel settore giovanile del Fenerbahçe. Dal 1997 al 1999 assumerà l'incarico di vice allenatore della squadra.
Nel 2000 viene chiamato sulla panchina del Karabükspor. Nel 2003 torna nuovamente a far parte del settore giovanile del Fenerbahçe. L'anno successivo subentra a inizio stagione sulla panchina del Sivasspor. Al termine della stagione centrerà la promozione nella Süper Lig.
Dopo aver ricoperto il ruolo di vice allenatore della società per quattro stagioni, il 12 agosto 2014 - alla luce delle dimissioni di Ersun Yanal - viene nominato allenatore della prima squadra del Fenerbahçe. Debutta il 25 agosto, vincendo la Supercoppa di Turchia contro il Galatasaray ai rigori (0-0 al termine dei tempi supplementari). Il 30 maggio 2015 rassegna le proprie dimissioni.
L'11 ottobre 2015 sostituisce Michael Skibbe sulla panchina dell'Eskişehirspor. Il 12 novembre rassegna le proprie dimissioni.
Il 26 luglio 2016 approda sulla panchina del Gaziantepspor ma è esonerato a stagione in corso. Nel 2017-2018 porta l'Ankaragücü Spor Kulübü in massima serie venendo poi esonerato dopo 16 gare. Seguono poi due esperienze non esaltanti con Çaykur Rizespor e Konyaspor prima della chiamata, nel gennaio 2022, da parte del Fenerbahçe con cui termina il campionato al 2º posto. Non riconfermato, viene richiamato però dal club di Istanbul per la stagione 2023-2024 ma anche questa volta arriva 2º in campionato con ben 99 punti, 3 in meno del Galatasaray, e perciò non è riconfermato dalla società.

## Statistiche

### Cronologia presenze e reti in Nazionale
| Cronologia completa delle presenze e delle reti in nazionale ― Turchia | Cronologia completa delle presenze e delle reti in nazionale ― Turchia | Cronologia completa delle presenze e delle reti in nazionale ― Turchia | Cronologia completa delle presenze e delle reti in nazionale ― Turchia | Cronologia completa delle presenze e delle reti in nazionale ― Turchia | Cronologia completa delle presenze e delle reti in nazionale ― Turchia | Cronologia completa delle presenze e delle reti in nazionale ― Turchia | Cronologia completa delle presenze e delle reti in nazionale ― Turchia |
| Data                                                                   | Città                                                                  | In casa                                                                | Risultato                                                              | Ospiti                                                                 | Competizione                                                           | Reti                                                                   | Note                                                                   |
| ---------------------------------------------------------------------- | ---------------------------------------------------------------------- | ---------------------------------------------------------------------- | ---------------------------------------------------------------------- | ---------------------------------------------------------------------- | ---------------------------------------------------------------------- | ---------------------------------------------------------------------- | ---------------------------------------------------------------------- |
| 22-09-1982                                                             | Győr                                                                   | Ungheria                                                               | 5 – 0                                                                  | Turchia                                                                | Amichevole                                                             | -                                                                      |                                                                        |
| 26-09-1984                                                             | Słupsk                                                                 | Polonia                                                                | 2 – 0                                                                  | Turchia                                                                | Amichevole                                                             | -                                                                      |                                                                        |
| 16-10-1984                                                             | Istanbul                                                               | Turchia                                                                | 0 – 0                                                                  | Bulgaria                                                               | Amichevole                                                             | -                                                                      |                                                                        |
| 31-10-1984                                                             | Antalya                                                                | Turchia                                                                | 1 – 2                                                                  | Finlandia                                                              | Qual. Mondiali 1986                                                    | -                                                                      |                                                                        |
| 14-11-1984                                                             | Istanbul                                                               | Turchia                                                                | 0 – 8                                                                  | Inghilterra                                                            | Qual. Mondiali 1986                                                    | -                                                                      |                                                                        |
| 13-11-1985                                                             | Smirne                                                                 | Turchia                                                                | 1 – 3                                                                  | Romania                                                                | Qual. Mondiali 1986                                                    | -                                                                      | 61’                                                                    |
| Totale                                                                 |                                                                        | Presenze                                                               | 6                                                                      |                                                                        | Reti                                                                   | 0                                                                      |                                                                        |

### Statistiche da allenatore
Statistiche aggiornate al 30 luglio 2023.
| Stagione            | Squadra           | Campionato        | Campionato | Campionato | Campionato | Campionato | Coppe nazionali | Coppe nazionali | Coppe nazionali | Coppe nazionali | Coppe nazionali | Coppe continentali | Coppe continentali | Coppe continentali | Coppe continentali | Coppe continentali | Altre coppe | Altre coppe | Altre coppe | Altre coppe | Altre coppe | Totale | Totale | Totale | Totale | % Vittorie | Piazzamento |
| Stagione            | Squadra           | Comp              | G          | V          | N          | P          | Comp            | G               | V               | N               | P               | Comp               | G                  | V                  | N                  | P                  | Comp        | G           | V           | N           | P           | G      | V      | N      | P      | %          | Piazzamento |
| ------------------- | ----------------- | ----------------- | ---------- | ---------- | ---------- | ---------- | --------------- | --------------- | --------------- | --------------- | --------------- | ------------------ | ------------------ | ------------------ | ------------------ | ------------------ | ----------- | ----------- | ----------- | ----------- | ----------- | ------ | ------ | ------ | ------ | ---------- | ----------- |
| 2014-2015           | Fenerbahçe        | SL                | 34         | 22         | 8          | 4          | TK              | 11              | 7               | 2               | 2               | -                  | -                  | -                  | -                  | -                  | ST          | 1           | 0           | 1           | 0           | 46     | 29     | 11     | 6      | 63,04      | 2°          |
| ott.-nov. 2015      | Eskişehirspor     | SL                | 4          | 0          | 0          | 4          | TK              | -               | -               | -               | -               | -                  | -                  | -                  | -                  | -                  | -           | -           | -           | -           | -           | 4      | 0      | 0      | 4      | &0,00      | Sub., Eson. |
| ago.-dic. 2016      | Gaziantepspor     | SL                | 13         | 3          | 2          | 8          | TK              | 3               | 2               | 0               | 1               | -                  | -                  | -                  | -                  | -                  | -           | -           | -           | -           | -           | 15     | 5      | 2      | 9      | 33,33      | Eson.       |
| 2017-2018           | Ankaragücü        | 1. Lig            | 34         | 18         | 9          | 7          | TK              | 1               | 0               | 0               | 1               | -                  | -                  | -                  | -                  | -                  | -           | -           | -           | -           | -           | 35     | 18     | 9      | 8      | 51,43      | 2° (prom.)  |
| lug.-dic. 2018      | Ankaragücü        | SL                | 16         | 6          | 2          | 8          | TK              | 2               | 1               | 0               | 1               | -                  | -                  | -                  | -                  | -                  | -           | -           | -           | -           | -           | 18     | 7      | 2      | 9      | 38,89      | Eson.       |
| Totale Ankaragucu   | Totale Ankaragucu | Totale Ankaragucu | 50         | 24         | 11         | 15         |                 | 3               | 1               | 0               | 2               |                    |                    |                    |                    |                    |             |             |             |             |             | 53     | 25     | 11     | 17     | 47,17      |             |
| 2019-feb. 2020      | Çaykur Rizespor   | SL                | 23         | 7          | 3          | 13         | TK              | 5               | 2               | 2               | 1               | -                  | -                  | -                  | -                  | -                  | -           | -           | -           | -           | -           | 28     | 9      | 5      | 14     | 32,14      | Eson.       |
| set. 2020-feb. 2021 | Konyaspor         | SL                | 21         | 6          | 6          | 9          | TK              | 3               | 3               | 0               | 0               | -                  | -                  | -                  | -                  | -                  | -           | -           | -           | -           | -           | 24     | 9      | 6      | 9      | 37,50      | Sub., Eson. |
| gen.-mag. 2022      | Fenerbahçe        | SL                | 18         | 12         | 5          | 1          | TK              | 1               | 0               | 0               | 1               | UEL+UECL           | 0+2                | 0+0                | 0+0                | 0+2                | -           | -           | -           | -           | -           | 21     | 12     | 5      | 4      | 57,14      | Sub., 2°    |
| 2023-2024           | Fenerbahçe        | SL                | 38         | 31         | 6          | 1          | TK              | 3               | 2               | 0               | 1               | UECL               | 16                 | 12                 | 0                  | 4                  | ST          | 1           | 0           | 0           | 1           | 58     | 45     | 6      | 7      | 77,59      | 2°          |
| Totale Fenerbahçe   | Totale Fenerbahçe | Totale Fenerbahçe | 90         | 65         | 19         | 6          |                 | 15              | 9               | 2               | 4               |                    | 18                 | 12                 | 0                  | 6                  |             | 2           | 0           | 1           | 1           | 125    | 86     | 22     | 17     | 68,80      |             |
| Totale Carriera     | Totale Carriera   | Totale Carriera   | 201        | 105        | 41         | 55         |                 | 29              | 17              | 4               | 8               |                    | 18                 | 12                 | 0                  | 6                  |             | 2           | 0           | 1           | 1           | 250    | 134    | 46     | 70     | 53,60      |             |

## Palmarès

### Giocatore

#### Competizioni nazionali
- Supercoppa di Turchia: 3

Fenerbahçe: 1984, 1985, 1990
- Campionato turco: 2

Fenerbahçe: 1984-1985, 1988-1989

### Allenatore

#### Competizioni nazionali
- TFF 1. Lig: 1

Sivasspor: 2004-2005
- Supercoppa di Turchia: 1

Fenerbahçe: 2014